# Pachyramphus surinamus
El anambé de Surinam o cabezón brillante (en Venezuela) (Pachyramphus surinamus), es una especie de ave paseriforme de la familia Tityridae perteneciente al género Pachyramphus. Es nativa del norte de la Amazonia y del escudo guayanés en América del Sur.

## Distribución y hábitat
Se distribuye en el sur de Guyana, Surinam, Guayana francesa, y en el norte de Brasil (desde el bajo río Negro en Manaus hacia el este hasta el río Tapajós; fue registrado también al sur del río Amazonas en el río Urucu, en el centro del estado de Amazonas); algunos registros aislados en Venezuela (bajo río Caura, en el norte de Bolívar).
Esta especie es considerada rara en su hábitat natural: el dosel y los bordes de selvas húmedas, por debajo de los 300 m de altitud.

## Sistemática

### Descripción original
La especie P. surinamus fue descrita por primera vez por el naturalista sueco Carolus Linnaeus en 1766 bajo el nombre científico Muscicapa surinama; su localidad tipo es: «Surinam».

### Etimología
El nombre genérico masculino «Pachyramphus» se compone de la palabras del griego «pakhus»: robusto, grueso, y «ramphos»: pico; significando «de pico grueso»; y el nombre de la especie «surinamus», se refiere a la localidad tipo: Surinam.

### Taxonomía
Es monotípica.